# Australian Open 2013
De 101e editie van het Australische grandslamtoernooi, het Australian Open 2013, werd gehouden tussen 14 en 27 januari 2013. Het toernooi in het Melbourne Park te Melbourne was de 87e editie voor de vrouwen.
Bij zowel het enkelspel voor de mannen als voor de vrouwen begon het toernooi op de veertiende van januari. Bij beide dubbelspelen begon het toernooi twee dagen later en het gemengd dubbelspel begon pas de achttiende. De finale van het vrouwendubbelspel werd op vrijdag de vijfentwintigste gespeeld. De finales van het mannendubbelspel en het vrouwenenkelspel vonden op zaterdag de zesentwintigste plaats. Het toernooi werd afgesloten met de finales van het gemengd dubbelspel en het mannenenkelspel op zondag de zevenentwintigste.
Bij het mannenenkelspel was de Serviër Novak Đoković de titelverdediger en bij de vrouwen was dit Viktoryja Azarenka uit Wit-Rusland. De titelverdedigers bij het mannendubbelspel waren Leander Paes en Radek Štěpánek uit India respectievelijk Tsjechië. Bij de vrouwen ging de titel in 2012 naar het Russische duo Svetlana Koeznetsova en Vera Zvonarjova. Titelverdedigers bij het gemengd dubbelspel waren het Amerikaans/Roemeense koppel Bethanie Mattek-Sands en Horia Tecău.
De Serviër Novak Đoković en de Wit-Russin Viktoryja Azarenka wisten allebei hun titel te prolongeren in het enkelspel. De titel van het mannendubbelspel ging naar het Amerikaanse duo Bob en Mike Bryan. Zij versloegen de Nederlanders Robin Haase en Igor Sijsling in de finale. De titel in het vrouwendubbelspel ging naar het als eerste geplaatste Italiaanse koppel Sara Errani en Roberta Vinci. Bij het gemengd dubbelspel wist het Australische wildcard-duo Jarmila Gajdošová en Matthew Ebden de titel te veroveren.
Bij de jeugd hadden vooral de Australische jongens veel invloed. De jongensenkelspelfinale was volledig Australisch en werd gewonnen door Nick Kyrgios en bij het dubbelspel werd gewonnen door het, eveneens uit Australië afkomstige, koppel Jay Andrijic en Bradley Mousley. Bij de meisjes werd het toernooi een prooi voor de Kroatische Ana Konjuh. Naast het enkelspel wist zij ook samen met de Canadese Carol Zhao het dubbelspel te winnen.

## Toernooikalender
|                    | januari 2013 | januari 2013 | januari 2013 | januari 2013 | januari 2013 | januari 2013 | januari 2013 | januari 2013 | januari 2013  | januari 2013 | januari 2013 | januari 2013 | januari 2013 | januari 2013 |
| maa 14             | din 15       | woe 16       | don 17       | vrĳ 18       | zat 19       | zon 20       | maa 21       | din 22       | woe 23        | don 24       | vrĳ 25       | zat 26       | zon 27       |              |
| ------------------ | ------------ | ------------ | ------------ | ------------ | ------------ | ------------ | ------------ | ------------ | ------------- | ------------ | ------------ | ------------ | ------------ | ------------ |
| mannenenkelspel    | 1e ronde     | 1e ronde     | 2e ronde     | 2e ronde     | 3e ronde     | 3e ronde     | 4e ronde     | 4e ronde     | kwartfinale   | kwartfinale  | halve finale | halve finale |              | finale       |
| vrouwenenkelspel   | 1e ronde     | 1e ronde     | 2e ronde     | 2e ronde     | 3e ronde     | 3e ronde     | 4e ronde     | 4e ronde     | kwartfinale   | kwartfinale  | halve finale |              | finale       |              |
| mannendubbelspel   |              |              | 1e ronde     | 1e ronde     | 2e ronde     | 2e ronde     | 3e ronde     | 3e ronde     | kwartfinale   | kwartfinale  | halve finale |              | finale       |              |
| vrouwendubbelspel  |              |              | 1e ronde     | 1e ronde     | 2e ronde     | 2e ronde     | 3e ronde     | 3e ronde     | kwart- finale | halve finale |              | finale       |              |              |
| gemengd dubbelspel |              |              |              |              | 1e ronde     | 1e ronde     | 1e ronde     | 2e ronde     | 2e ronde      | kwartfinale  | kwartfinale  | halve finale |              | finale       |

## Enkelspel

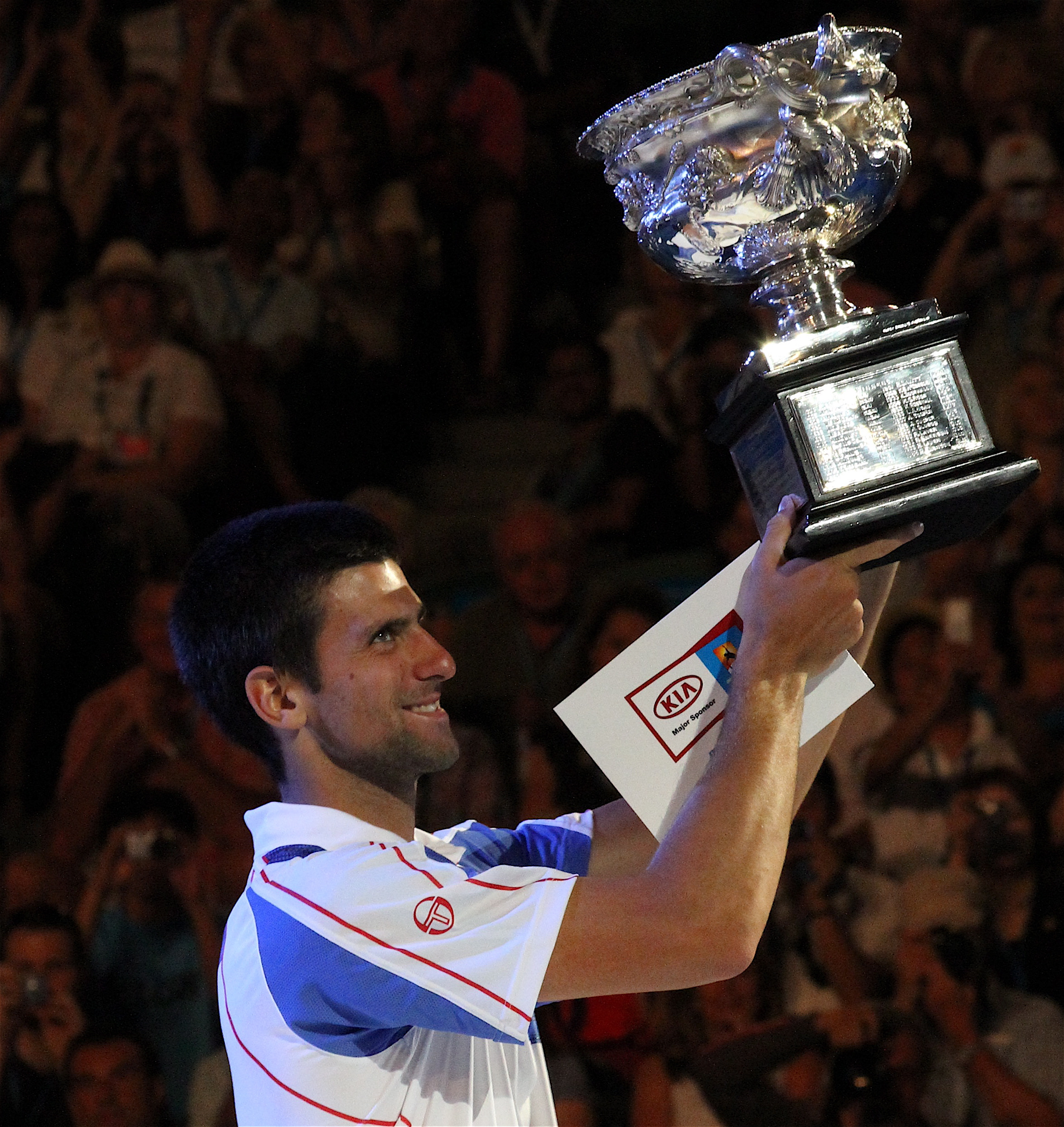
Novak Đoković, winnaar bij de mannen.

### Mannen
Bij de mannen was de Serviër Novak Đoković de titelverdediger. Rafael Nadal was de grote afwezige tijdens de Australian Open 2013. De Spanjaard was niet op tijd gerevalideerd van een slepende knieblessure.
De volledige top vier van de plaatsingslijst wist door te dringen tot de halve finales. Hierin kwam de Serviër Novak Đoković(1) uit tegen de Spanjaard David Ferrer(4) – de Schot Andy Murray(3) nam het op tegen de Zwitser Roger Federer(2). Đoković wist zich als eerste te verzekeren van een plek in de finale door Ferrer in drie sets te verslaan in de finale: 6-2, 6-2 en 6-1 werd de uitslag. De tweede halve finale werd na een marathonpartij beslist in het voordeel van Murray. Hij won met 6-4, 6-7, 6-3, 6-7 en 6-2.
De als eerste geplaatste Serviër Novak Đoković kruiste in de finale de degens met de als derde geplaatste Schot Andy Murray. Murray begon sterk aan de finale en wist de eerste set te winnen, daarna nam de titelverdediger echter het initiatief in handen en wist de drie volgende sets naar zich toe te trekken om zodoende zijn titel te prolongeren. Đoković won met 6-7, 7-6, 6-3 en 6-2.
Voor Nederland mochten twee mannen aantreden in de eerste ronde: Robin Haase en Igor Sijsling. Haase werd tijdens de loting gekoppeld aan de als derde geplaatste Schot Andy Murray en Sijsling moest het opnemen tegen de Oezbeek Denis Istomin. Beide heren werden uitgeschakeld doordat ze hun eersterondewedstrijd verloren.
België werd vertegenwoordigd door Xavier Malisse, David Goffin, Olivier Rochus, Steve Darcis en de kwalificatiespelers Maxime Authom en Ruben Bemelmans. Malisse werd tijdens de loting gekoppeld aan de Spanjaard Pablo Andújar en Goffin moest het opnemen tegen de als tweeëntwintigste geplaatste Spanjaard Fernando Verdasco. Rochus werd ook gekoppeld aan een Spanjaard, de als vierde geplaatste David Ferrer. Darcis trof de als zeventiende geplaatste Duitser Philipp Kohlschreiber. Authom werd gekoppeld aan de Argentijn Carlos Berlocq en Bemelmans moest het opnemen tegen de Fransman Édouard Roger-Vasselin. Alleen Malisse wist zijn eersterondepartij te winnen. In de tweede ronde moest hij het vervolgens opnemen tegen Fernando Verdasco. Malisse verloor zijn partij in de tweede ronde in drie sets.

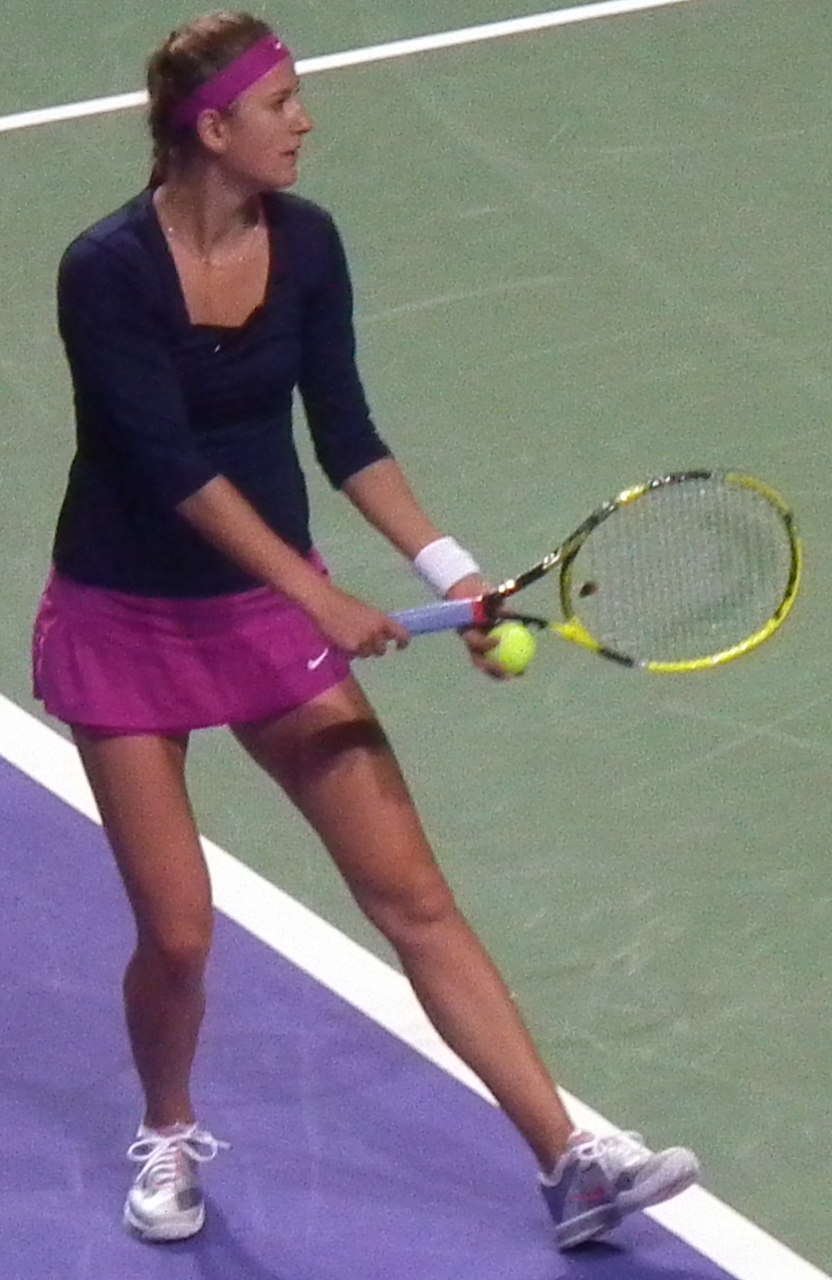
Viktoryja Azarenka, winnares bij de vrouwen.

### Vrouwen
Bij de vrouwen was de Wit-Russin Viktoryja Azarenka de titelverdedigster. De nummer vier van de plaatsingslijst, de Poolse Agnieszka Radwańska, wist niet door te dringen tot de halve finale. Zij verloor in de kwartfinale van de als zesde geplaatste Chinese Li Na. In de kwartfinale werd de als derde geplaatste Amerikaanse Serena Williams verslagen door haar landgenote Sloane Stephens.
Bij de vrouwen werd de ene halve finale gespeeld tussen de als eerste geplaatste titelverdedigster Viktoryja Azarenka uit Wit-Rusland en de als negenentwintigste geplaatste Amerikaanse Sloane Stephens. De andere halve finale werd gespeeld tussen de Russische nummer twee van de plaatsingslijst, Maria Sjarapova, en de als zesde geplaatste Chinese Li Na. Li Na wist zich als eerste van een plek in de finale te verzekeren door met tweemaal 6-2 van Sjarapova te winnen. Zij ging de eindstrijd aan met Azarenka die met 6-1 en 6-4 afrekende met Stephens.
De als eerste geplaatste titelverdedigster Viktoryja Azarenka uit Wit-Rusland wist haar titel te prolongeren. In de finale won ze van de als zesde geplaatste Chinese Li Na in drie sets. De uitslag werd 4-6, 6-4 en 6-3 in het voordeel van de Wit-Russin.
Voor Nederland mochten twee vrouwen aantreden in de eerste ronde: Kiki Bertens en Arantxa Rus. Bertens werd tijdens de loting gekoppeld aan de Tsjechische Lucie Hradecká en Rus moest het opnemen tegen de Roemeense Irina-Camelia Begu. Beide dames werden uitgeschakeld doordat ze hun eersterondewedstrijd verloren.
België werd vertegenwoordigd door de als twintigste geplaatste Yanina Wickmayer en door Kirsten Flipkens. Wickmayer werd tijdens de loting gekoppeld aan de Australische wildcard-speelster Jarmila Gajdošová en Flipkens moest het opnemen tegen de Russin Nina Brattsjikova. Beide dames wisten hun eersterondewedstrijd in twee sets te winnen. Wickmayer trad in de tweede ronde aan tegen de Servische Jana Čepelová en Flipkens kruiste de degens met de als drieëntwintigste geplaatste Klára Zakopalová. Flipkens won ook haar tweederondepartij en speelde in de derde ronde tegen Russin Valerija Savinych, een kwalificatiespeelster. Ook Wickmayer wist haar partij in de tweede ronde te winnen en zij kwam in de derde ronde uit tegen de als veertiende geplaatste Russin Maria Kirilenko. Flipkens versloeg Savinych en kwam vervolgens in de vierde ronde uit tegen de als tweede geplaatste Maria Sjarapova uit Rusland. Wickmayer wist zich geen weg te banen langs Kirilenko. De vierde ronde was het eindstation voor Flipkens nadat ze verloor van Sjarapova.

## Dubbelspel

### Mannendubbelspel
Leander Paes en Radek Štěpánek uit India respectievelijk Tsjechië waren de titelverdedigers. Bij het mannendubbelspel werden de nummers twee van de plaatsingslijst al uitgeschakeld in de eerste ronde. Paes en Štěpánek waren niet opgewassen tegen het Zuid-Afrikaans/Israëlisch duo Kevin Anderson en Jonathan Erlich
De finale in het mannendubbelspel werd gespeeld tussen de als eerste geplaatste Amerikaanse broers Bob en Mike Bryan en het Nederlandse duo Robin Haase en Igor Sijsling. Sijsling en Haase wisten niet voor een verrassing te zorgen en de broers Bryan wonnen de finale in twee sets, met 6-3 en 6-4.
Voor Nederland mochten drie mannen aantreden in de eerste ronde: Robin Haase, Igor Sijsling en Jean-Julien Rojer. Rojer en zijn Pakistaanse partner, Aisam-ul-Haq Qureshi, werden tijdens de loting gekoppeld aan het Belgisch/Duitse duo David Goffin en Simon Stadler. Het team Haase en Sijsling kruiste de degens met het Argentijns/Spaanse koppel Leonardo Mayer en Albert Ramos. Beide teams wisten zich door een overwinning te verzekeren van een plek in de tweede ronde. Rojer en Qureshi kwamen hierin uit tegen het Belgische koppel Xavier Malisse en Dick Norman. Haase en Sijsling namen het op tegen het Brits/Braziliaanse duo Jonathan Marray en André Sá. de Belgisch/Nederlandse ontmoeting met Rojer werd gewonnen door Rojer en Qureshi. Ook Haase en Sijsling wisten hun partij te winnen en zij kwamen in de derde ronde uit tegen de Zuid-Afrikaan Kevin Anderson en de Israëliër Jonathan Erlich. Rojer moest het met Qureshi opnemen tegen het Braziliaans/Franse koppel Thomaz Bellucci en Benoît Paire. Rojer en Qureshi verloren in de derde set van de Fransman en Braziliaan. Haase en Sijsling versloegen ook hun tegenstanders in de derde ronde en in de kwartfinale moesten ze het opnemen tegen het als elfde geplaatste Spaanse koppel David Marrero en Fernando Verdasco. Ook de kwartfinale wisten zij te winnen. In de halve finale kwamen zij vervolgens uit tegen het als derde geplaatste duo, opnieuw uit Spanje, Marcel Granollers en Marc López. Ook dit Spaanse duo werd in twee sets verslagen en daarmee bereikten Haase en Sijsling de finale in het mannendubbelspel.
België werd vertegenwoordigd door David Goffin, Xavier Malisse, Dick Norman en Olivier Rochus. Goffin en zijn Duitse partner, Simon Stadler, werden tijdens de loting gekoppeld aan het Nederlands/Pakistaanse duo Jean-Julien Rojer en Aisam-ul-Haq Qureshi. Malisse en Norman troffen de Amerikaan Nicholas Monroe en de Slowaak Grega Žemlja. Rochus trof, samen met zijn Oostenrijkse partner Jürgen Melzer, het als negende geplaatste duo Alexander Peya en Bruno Soares uit Oostenrijk respectievelijk Brazilië. Goffin en Rochus verloren beiden in de eerste ronde. Malisse en Norman wisten zich wel een weg te banen naar de tweede ronde, hierin kwamen zij uit tegen het Nederlands/Pakistaanse duo Jean-Julien Rojer en Aisam-ul-Haq Qureshi. De Belgisch/Nederlandse ontmoeting met Malisse en Norman werd verloren door het Belgische duo.

### Vrouwendubbelspel
Van de titelhoudsters, de Russische dames Svetlana Koeznetsova en Vera Zvonarjova, nam de laatste niet aan het toernooi deel. Koeznetsova speelde samen met de Belgische Yanina Wickmayer.
De nummers twee en drie van de plaatsingslijst wisten de tweede ronde niet te overleven. De Tsjechische Andrea Hlaváčková en Lucie Hradecká (2) waren niet opgewassen tegen het Japans/Spaanse duo Kimiko Date-Krumm en Arantxa Parra Santonja. Maria Kirilenko en Lisa Raymond uit Rusland respectievelijk Verenigde Staten (3) wisten niet te winnen van het wildcard-duo Ashleigh Barty en Casey Dellacqua, beiden uit Australië.
Het als vierde geplaatste Russische duo Jekaterina Makarova en Jelena Vesnina was in de halve finale niet opgewassen tegen het als eerste geplaatste [Italiaanse koppel Sara Errani en Roberta Vinci. In de andere halve finale werden de ongeplaatste Varvara Lepchenko en Zheng Saisai uit de Verenigde Staten respectievelijk China verslagen door het Australische koppel Ashleigh Barty en Casey Dellacqua.
In de finale nam het als eerste geplaatste Italiaanse koppel Sara Errani / Roberta Vinci het op tegen het wildcard-duo Ashleigh Barty en Casey Dellacqua. Uiteindelijk was het Italiaanse duo te sterk voor de Australische dames: Errani en Vinci wonnen met 6-2, 3-6 en 6-2. Hiermee veroverden ze hun veertiende gezamenlijke titel, waarvan drie op grandslamtoernooien.
Voor Nederland mochten twee vrouwen aantreden in de eerste ronde: Arantxa Rus en Kiki Bertens. Bertens en haar Duitse partner, Tatjana Malek, werden tijdens de loting gekoppeld aan het Franse koppel Mathilde Johansson en Pauline Parmentier. Rus trof met haar Roemeense partner, Simona Halep, het Hongaars/Servische duo Melinda Czink en Bojana Jovanovski. Beide Nederlandse dames verloren de eersterondepartij.
België werd vertegenwoordigd door Yanina Wickmayer en door Kirsten Flipkens. Wickmayer en haar Russische partner, titelverdedigster Svetlana Koeznetsova, werden tijdens de loting gekoppeld aan het Duits/Letse duo Annika Beck en Līga Dekmeijere. Flipkens en haar Slowaakse partner Magdaléna Rybáriková troffen in de eerste ronde het als achtste geplaatste Amerikaanse koppel Raquel Kops-Jones en Abigail Spears. Waar Flipkens en haar partner niet wisten door te dringen tot de tweede ronde, deed Wickmayer dat wel. In de tweede ronde verloren Wickmayer en Koeznetsova van het als zevende geplaatste duo Nuria Llagostera Vives en Zheng Jie uit Spanje respectievelijk China.

### Gemengd dubbelspel
Het koppel Bethanie Mattek-Sands en Horia Tecău uit de Verenigde Staten en Roemenië waren de titelverdedigers. Het als achtste geplaatste Duits/Canadese koppel Julia Görges en Daniel Nestor meldde zich af voor het begin van het toernooi. Hun plek werd ingenomen door Yan Zi en Santiago González uit China respectievelijk Mexico. Ook het als zesde en het als eerste geplaatste koppel besloten niet aan te treden in hun eersterondepartij. De plek van de nummer zes werd ingenomen door het Zuid-Afrikaans/Amerikaanse koppel Natalie Grandin en Rajeev Ram. De plek van Lisa Raymond en Mike Bryan, de nummers één uit de Verenigde Staten, werd overgenomen door de Tsjechische Vladimíra Uhlířová en de Braziliaan André Sá. De nummers twee en vier werden vervolgens in de tweede ronde van het toernooi uitgeschakeld. De Russin Jelena Vesnina en Indiër Leander Paes (2) waren niet opgewassen tegen Jarmila Gajdošová en Matthew Ebden uit Australië. Nummer vier Liezel Huber en Maks Mirni uit Amerika respectievelijk Wit-Rusland wisten niet te winnen van hun Spaanse tegenstanders Nuria Llagostera Vives en David Marrero
In de finale namen de Tsjechische Lucie Hradecká en František Čermák het op tegen het Australische wildcard-duo Jarmila Gajdošová en Matthew Ebden. Het wildcard-duo wist de finale met 6-3 en 7-5 in twee sets te winnen.
Voor Nederland maakte alleen Jean-Julien Rojer zijn opwachting in het gemengddubbelspeltoernooi. Rojer en zijn Australische partner, Anastasia Rodionova, werden tijdens de loting gekoppeld aan het als vijfde geplaatste koppel Nadja Petrova en Mahesh Bhupathi uit Rusland respectievelijk India. Rojer en Rodionova wisten niet te winnen van het als vijfde geplaatste koppel.
België werd vertegenwoordigd door Yanina Wickmayer. Wickmayer en haar Slowaakse partner, Martin Kližan, werden tijdens de loting gekoppeld aan het als zesde geplaatste koppel Anna-Lena Grönefeld en Robert Lindstedt uit Duitsland respectievelijk Zweden. Beide koppels trokken zich echter terug voor de wedstrijd. Zodoende werd België door niemand vertegenwoordigd op het gemengddubbelspeltoernooi. Hun plek werd ingenomen door de Slowaakse Daniela Hantuchová en Italiaan Fabio Fognini.

## Rolstoeltennis
Rolstoelmannenenkelspel

Finale: Shingo Kunieda (Japan) won van Stéphane Houdet (Frankrijk) met 6–2, 6–0
Rolstoelvrouwenenkelspel

Finale: Aniek van Koot (Nederland) won van Sabine Ellerbrock (Duitsland) met 6–1, 1–6, 7–5
Quad-enkelspel

Finale: David Wagner won van Andy Lapthorne (VK) met 2–6, 6–1, 6–4
Rolstoelmannendubbelspel

Finale: Michaël Jérémiasz (Frankrijk) en Shingo Kunieda (Japan) wonnen van Adam Kellerman (Australië) en Stefan Olsson (Zweden) met 6–0, 6–1
Rolstoelvrouwendubbelspel

Finale: Jiske Griffioen (Nederland) en Aniek van Koot (Nederland) wonnen van Marjolein Buis (Nederland) en Lucy Shuker (VK) met 6–4, 6–3
Quad-dubbelspel

Finale: Nick Taylor (VS) en David Wagner (VS) wonnen van Andy Lapthorne (VK) en Anders Hard (Zweden) met 6-2, 6-3

## Junioren

### Jongensenkelspel
Bij het jongensenkelspel deden geen Belgen of Nederlanders mee. De finale in het jongensenkelspel was een volledig Australische confrontatie. De als derde geplaatste Nick Kyrgios nam het in de finale op tegen Thanasi Kokkinakis. Hierin was Kyrgios in twee sets te sterk voor zijn landgenoot, hij won met 7-6 en 6-3.
|  | Kwartfinale | Kwartfinale        | Kwartfinale        | Kwartfinale        | Kwartfinale |              |   | Halve finale  | Halve finale | Halve finale | Halve finale | Halve finale |  |  | Finale | Finale       | Finale | Finale | Finale |
|  |             |                    |                    |                    |             |              |   |               |              |              |              |              |  |  |        |              |        |        |        |
|  | 1           | Nikola Milojevic   | 6                  | 3                  | 3           |              |   |               |              |              |              |              |  |  |        |              |        |        |        |
|  | 8           | Filippo Baldi      | 2                  | 6                  | 6           |              |   |               |              |              |              |              |  |  |        |              |        |        |        |
|  | 8           | Filippo Baldi      | 2                  | 6                  | 6           |              | 8 | Filippo Baldi | 2            | 1            |              |              |  |  |        |              |        |        |        |
|  |             |                    |                    |                    |             |              | 8 | Filippo Baldi | 2            | 1            |              |              |  |  |        |              |        |        |        |
|  |             | 3                  | Nick Kyrgios       | 6                  | 6           |              |   |               |              |              |              |              |  |  |        |              |        |        |        |
|  | 3           | 3                  | Nick Kyrgios       | 6                  | 6           | Nick Kyrgios | 6 | 6             |              |              |              |              |  |  |        |              |        |        |        |
|  | 3           |                    |                    |                    |             | Nick Kyrgios | 6 | 6             |              |              |              |              |  |  |        |              |        |        |        |
|  | 7           | Wayne Montgomery   | 1                  | 1                  |             |              |   |               |              |              |              |              |  |  |        |              |        |        |        |
|  |             |                    |                    |                    |             |              |   |               |              |              |              |              |  |  | 3      | Nick Kyrgios | 7      | 6      |        |
|  |             |                    |                    | Thanasi Kokkinakis | 64          | 3            |   |               |              |              |              |              |  |  |        |              |        |        |        |
|  | 11          | Borna Ćorić        | 6                  | 6                  |             |              |   |               |              |              |              |              |  |  |        |              |        |        |        |
|  |             | Matej Maruscak     | 3                  | 2                  |             |              |   |               |              |              |              |              |  |  |        |              |        |        |        |
|  |             | Matej Maruscak     | 3                  | 2                  | 11          | Borna Ćorić  | 3 | 2             |              |              |              |              |  |  |        |              |        |        |        |
|  |             |                    |                    |                    |             | Borna Ćorić  | 3 | 2             |              |              |              |              |  |  |        |              |        |        |        |
|  |             |                    | Thanasi Kokkinakis | 6                  | 6           |              |   |               |              |              |              |              |  |  |        |              |        |        |        |
|  |             | Thanasi Kokkinakis | Thanasi Kokkinakis | 6                  | 6           | 7            | 2 | 8             |              |              |              |              |  |  |        |              |        |        |        |
|  |             | Thanasi Kokkinakis |                    |                    |             | 7            | 2 | 8             |              |              |              |              |  |  |        |              |        |        |        |
|  | 2           | Gianluigi Quinzi   | 65                 | 6                  | 6           |              |   |               |              |              |              |              |  |  |        |              |        |        |        |

### Meisjesenkelspel
Voor Nederland deden geen speelsters mee, maar voor België kwamen twee speelsters uit. Klaartje Liebens kwam in de eerste ronde uit tegen de Chinese Xun Fangying. Na een overwinning op de Chinese kwam Liebens uit tegen de als vijfde geplaatste Taiwanese Hsu Ching-wen. Deze wedstrijd werd verloren door de Belgische. De als achtste geplaatste Elise Mertens was de andere Belgische deelneemster en zij kwam in de eerste ronde uit tegen de Tsjechische Dominika Paterová. Deze wedstrijd werd gewonnen en in de tweede ronde kwam Mertens uit tegen de Zweedse Rebecca Peterson. Na een overwinning op de Zweedse werd Mertens in de derde ronde gekoppeld aan de Turkse İpek Soylu, ook deze wedstrijd werd gewonnen door Mertens. In de kwartfinale kwam de Belgische vervolgens uit tegen de Russin Jelizaveta Koelitsjkova, maar zij wist zich geen weg te banen naar de halve finales.
De finale bij het meisjesenkelspel werd gespeeld tussen de Kroatische Ana Konjuh en de Tsjechische Kateřina Siniaková. Siniaková kon haar beter geplaatste positie niet waarmaken en verloor de finale in twee sets, met 6-3 en 6-4.
|  | Kwartfinale | Kwartfinale             | Kwartfinale        | Kwartfinale        | Kwartfinale |                  |                         | Halve finale | Halve finale | Halve finale | Halve finale | Halve finale |  |  | Finale | Finale     | Finale | Finale | Finale |
|  |             |                         |                    |                    |             |                  |                         |              |              |              |              |              |  |  |        |            |        |        |        |
|  |             | Jelizaveta Koelitsjkova | 6                  | 7                  |             |                  |                         |              |              |              |              |              |  |  |        |            |        |        |        |
|  | 8           | Elise Mertens           | 4                  | 5                  |             |                  |                         |              |              |              |              |              |  |  |        |            |        |        |        |
|  | 8           | Elise Mertens           | 4                  | 5                  |             |                  | Jelizaveta Koelitsjkova | 2            | 6            | 1            |              |              |  |  |        |            |        |        |        |
|  |             |                         |                    |                    |             |                  | Jelizaveta Koelitsjkova | 2            | 6            | 1            |              |              |  |  |        |            |        |        |        |
|  |             | 3                       | Ana Konjuh         | 6                  | 3           | 6                |                         |              |              |              |              |              |  |  |        |            |        |        |        |
|  | 3           | 3                       | Ana Konjuh         | 6                  | 3           | 6                | Ana Konjuh              | 6            | 6            |              |              |              |  |  |        |            |        |        |        |
|  | 3           |                         |                    |                    |             |                  | Ana Konjuh              | 6            | 6            |              |              |              |  |  |        |            |        |        |        |
|  | 12          | Barbora Krejčíková      | 4                  | 4                  |             |                  |                         |              |              |              |              |              |  |  |        |            |        |        |        |
|  |             |                         |                    |                    |             |                  |                         |              |              |              |              |              |  |  | 3      | Ana Konjuh | 6      | 6      |        |
|  |             |                         | 2                  | Kateřina Siniaková | 3           | 4                |                         |              |              |              |              |              |  |  |        |            |        |        |        |
|  | 10          | Anett Kontaveit         | 6                  | 6                  |             |                  |                         |              |              |              |              |              |  |  |        |            |        |        |        |
|  | 4           | Antonia Lottner         | 1                  | 4                  |             |                  |                         |              |              |              |              |              |  |  |        |            |        |        |        |
|  | 4           | Antonia Lottner         | 1                  | 4                  |             | 10               | Anett Kontaveit         | 2            | 3            |              |              |              |  |  |        |            |        |        |        |
|  |             |                         |                    |                    |             | 10               | Anett Kontaveit         | 2            | 3            |              |              |              |  |  |        |            |        |        |        |
|  |             | 2                       | Kateřina Siniaková | 6                  | 6           |                  |                         |              |              |              |              |              |  |  |        |            |        |        |        |
|  |             | 2                       | Kateřina Siniaková | 6                  | 6           | Jeļena Ostapenko | 2                       | 2            |              |              |              |              |  |  |        |            |        |        |        |
|  |             |                         |                    |                    |             | Jeļena Ostapenko | 2                       | 2            |              |              |              |              |  |  |        |            |        |        |        |
|  | 2           | Kateřina Siniaková      | 6                  | 6                  |             |                  |                         |              |              |              |              |              |  |  |        |            |        |        |        |

### Jongensdubbelspel
Bij het jongensdubbelspel deden geen Belgen noch Nederlanders mee. De finale in het enkelspel werd gespeeld tussen het Duits/Oostenrijkse duo Maximilian Marterer en Lucas Miedler en het Australische koppel Jay Andrijic en Bradley Mousley. Het Australische duo won de finale in 6-3 en 7-6.
|  | Kwartfinale | Kwartfinale                           | Kwartfinale                       | Kwartfinale                  | Kwartfinale |                                  |   | Halve finale | Halve finale | Halve finale | Halve finale | Halve finale |  |  | Finale | Finale                            | Finale | Finale | Finale |
|  |             |                                       |                                   |                              |             |                                  |   |              |              |              |              |              |  |  |        |                                   |        |        |        |
|  |             | Karen Chatsjanov Franko Miocic        | 63                                | 5                            |             |                                  |   |              |              |              |              |              |  |  |        |                                   |        |        |        |
|  |             | Chung Hyeon Duk-Young Kim             | 7                                 | 7                            |             |                                  |   |              |              |              |              |              |  |  |        |                                   |        |        |        |
|  |             | Chung Hyeon Duk-Young Kim             | 7                                 | 7                            |             | Chung Hyeon Duk-Young Kim        | 3 | 2            |              |              |              |              |  |  |        |                                   |        |        |        |
|  |             |                                       |                                   |                              |             | Chung Hyeon Duk-Young Kim        | 3 | 2            |              |              |              |              |  |  |        |                                   |        |        |        |
|  |             |                                       | Maximilian Marterer Lucas Miedler | 6                            | 6           |                                  |   |              |              |              |              |              |  |  |        |                                   |        |        |        |
|  |             | Maximilian Marterer Lucas Miedler     | Maximilian Marterer Lucas Miedler | 6                            | 6           | 7                                | 6 |              |              |              |              |              |  |  |        |                                   |        |        |        |
|  |             | Maximilian Marterer Lucas Miedler     |                                   |                              |             | 7                                | 6 |              |              |              |              |              |  |  |        |                                   |        |        |        |
|  |             | Jurence Zosimo Mendoza Pak Long Yeung | 63                                | 2                            |             |                                  |   |              |              |              |              |              |  |  |        |                                   |        |        |        |
|  |             |                                       |                                   |                              |             |                                  |   |              |              |              |              |              |  |  |        | Maximilian Marterer Lucas Miedler | 3      | 63     |        |
|  |             |                                       |                                   | Jay Andrijic Bradley Mousley | 6           | 7                                |   |              |              |              |              |              |  |  |        |                                   |        |        |        |
|  |             | Enzo Couacaud Stefano Napolitano      | 6                                 | 6                            |             |                                  |   |              |              |              |              |              |  |  |        |                                   |        |        |        |
|  |             | Thanasi Kokkinakis Nick Kyrgios       | 2                                 | 4                            |             |                                  |   |              |              |              |              |              |  |  |        |                                   |        |        |        |
|  |             | Thanasi Kokkinakis Nick Kyrgios       | 2                                 | 4                            |             | Enzo Couacaud Stefano Napolitano | 6 | 4            | [4]          |              |              |              |  |  |        |                                   |        |        |        |
|  |             |                                       |                                   |                              |             | Enzo Couacaud Stefano Napolitano | 6 | 4            | [4]          |              |              |              |  |  |        |                                   |        |        |        |
|  |             |                                       | Jay Andrijic Bradley Mousley      | 4                            | 6           | [10]                             |   |              |              |              |              |              |  |  |        |                                   |        |        |        |
|  |             | Jay Andrijic Bradley Mousley          | Jay Andrijic Bradley Mousley      | 4                            | 6           | [10]                             | 7 | 6            |              |              |              |              |  |  |        |                                   |        |        |        |
|  |             | Jay Andrijic Bradley Mousley          |                                   |                              |             |                                  | 7 | 6            |              |              |              |              |  |  |        |                                   |        |        |        |
|  |             | Seong Chan Hong Young Seok Kim        | 64                                | 4                            |             |                                  |   |              |              |              |              |              |  |  |        |                                   |        |        |        |

### Meisjesdubbelspel
Nederland was niet vertegenwoordigd bij het meisjesdubbelspel. België daarentegen werd vertegenwoordigd door twee speelsters. Klaartje Liebens speelde met haar Egyptische partner, Sandra Samir, tegen het Australische duo Brooke Rischbieth en Sara Tomic. Elise Mertens was samen met haar Amerikaanse partner, Alexandra Kiick, als derde geplaatst bij het dubbelspel. Zij moesten het opnemen tegen het Australische koppel Samantha Harris en Astra Sharma. Beide Belgische jongedames en hun partners wisten niet te winnen in de eerste ronde.
De finale bij de meisjes werd gespeeld tussen het als eerste geplaatste duo Ana Konjuh en Carol Zhao uit Kroatië respectievelijk Canada; zij namen het op tegen Oleksandra Korashvili en Barbora Krejčíková uit Oekraïne respectievelijk Tsjechië. Na een match-tiebreak werd de wedstrijd gewonnen door het als eerste geplaatste koppel. De einduitslag werd 5-7, 6-5 en [10-7].
|  | Kwartfinale | Kwartfinale                           | Kwartfinale                              | Kwartfinale                              | Kwartfinale |                           |                                          | Halve finale          | Halve finale | Halve finale | Halve finale | Halve finale |  |  | Finale | Finale                | Finale | Finale | Finale |
|  |             |                                       |                                          |                                          |             |                           |                                          |                       |              |              |              |              |  |  |        |                       |        |        |        |
|  | 1           | Ana Konjuh Carol Zhao                 | 3                                        | 6                                        | [10]        |                           |                                          |                       |              |              |              |              |  |  |        |                       |        |        |        |
|  | 8           | Camilla Rosatello İpek Soylu          | 6                                        | 2                                        | [4]         |                           |                                          |                       |              |              |              |              |  |  |        |                       |        |        |        |
|  | 8           | Camilla Rosatello İpek Soylu          | 6                                        | 2                                        | [4]         |                           | 1                                        | Ana Konjuh Carol Zhao | 4            | 7            | [10]         |              |  |  |        |                       |        |        |        |
|  |             |                                       |                                          |                                          |             |                           | 1                                        | Ana Konjuh Carol Zhao | 4            | 7            | [10]         |              |  |  |        |                       |        |        |        |
|  |             | 5                                     | Anna Danilina Jelizaveta Koelitsjkova    | 6                                        | 64          | [4]                       |                                          |                       |              |              |              |              |  |  |        |                       |        |        |        |
|  |             | 5                                     | Anna Danilina Jelizaveta Koelitsjkova    | 6                                        | 64          | [4]                       | Ilka Csöregi Ivana Jorović               | 3                     | 3            |              |              |              |  |  |        |                       |        |        |        |
|  |             |                                       |                                          |                                          |             |                           | Ilka Csöregi Ivana Jorović               | 3                     | 3            |              |              |              |  |  |        |                       |        |        |        |
|  | 5           | Anna Danilina Jelizaveta Koelitsjkova | 6                                        | 6                                        |             |                           |                                          |                       |              |              |              |              |  |  |        |                       |        |        |        |
|  |             |                                       |                                          |                                          |             |                           |                                          |                       |              |              |              |              |  |  | 1      | Ana Konjuh Carol Zhao | 5      | 6      | [10]   |
|  |             |                                       | 6                                        | Oleksandra Korashvili Barbora Krejčíková | 7           | 4                         | [7]                                      |                       |              |              |              |              |  |  |        |                       |        |        |        |
|  |             | Alice Matteucci Gabriela Pantůčková   | 0                                        | 64                                       |             |                           |                                          |                       |              |              |              |              |  |  |        |                       |        |        |        |
|  |             | Kamonwan Buayam Sun Ziyue             | 6                                        | 7                                        |             |                           |                                          |                       |              |              |              |              |  |  |        |                       |        |        |        |
|  |             | Kamonwan Buayam Sun Ziyue             | 6                                        | 7                                        |             | Kamonwan Buayam Sun Ziyue | 3                                        | 6                     | [7]          |              |              |              |  |  |        |                       |        |        |        |
|  |             |                                       |                                          |                                          |             | Kamonwan Buayam Sun Ziyue | 3                                        | 6                     | [7]          |              |              |              |  |  |        |                       |        |        |        |
|  |             | 6                                     | Oleksandra Korashvili Barbora Krejčíková | 6                                        | 2           | [10]                      |                                          |                       |              |              |              |              |  |  |        |                       |        |        |        |
|  | 6           | 6                                     | Oleksandra Korashvili Barbora Krejčíková | 6                                        | 2           | [10]                      | Oleksandra Korashvili Barbora Krejčíková | 6                     | 6            |              |              |              |  |  |        |                       |        |        |        |
|  | 6           |                                       |                                          |                                          |             |                           | Oleksandra Korashvili Barbora Krejčíková | 6                     | 6            |              |              |              |  |  |        |                       |        |        |        |
|  | 2           | Antonia Lottner Erin Routliffe        | 1                                        | 2                                        |             |                           |                                          |                       |              |              |              |              |  |  |        |                       |        |        |        |

## Uitzendrechten
De Australian Open was in Nederland en België te zien op Eurosport. Eurosport zond de Australian Open uit via de lineaire sportkanalen Eurosport 1 en Eurosport 2 en via de online streamingdienst, de Eurosport Player.
Bovendien werden de finales van het mannenenkelspel en het vrouwenenkelspel en de halve finales van de mannenenkelspel live uitgezonden op de publieke omroep NOS op Nederland 1/Nederland 2 en NOS.nl. De halve finales van het vrouwenenkelspel waren enkel te zien op NOS.nl.
1905 · 1906 · 1907 · 1908 · 1909 · 1910 · 1911 · 1912 · 1913 · 1914 · 1915 · 1916–1918 · 1919 · 1920 · 1921 · 1922 · 1923 · 1924 · 1925 · 1926 · 1927 · 1928 · 1929 · 1930 · 1931 · 1932 · 1933 · 1934 · 1935 · 1936 · 1937 · 1938 · 1939 · 1940 · 1941–1945 · 1946 · 1947 · 1948 · 1949 · 1950 · 1951 · 1952 · 1953 · 1954 · 1955 · 1956 · 1957 · 1958 · 1959 · 1960 · 1961 · 1962 · 1963 · 1964 · 1965 · 1966 · 1967 · 1968
↓ open tijdperk ↓
1969 (m-v-md-vd-gd) · 1970 (m-v-md-vd) · 1971 (m-v-md-vd) · 1972 (m-v-md-vd) · 1973 (m-v-md-vd) · 1974 (m-v-md-vd) · 1975 (m-v-md-vd) · 1976 (m-v-md-vd) · jan 1977 (m-v-md-vd) · dec 1977 (m-v-md-vd) · 1978 (m-v-md-vd) · 1979 (m-v-md-vd) · 1980 (m-v-md-vd) · 1981 (m-v-md-vd) · 1982 (m-v-md-vd) · 1983 (m-v-md-vd) · 1984 (m-v-md-vd) · 1985 (m-v-md-vd) · 1986 · 1987 (m-v-md-vd-gd) · 1988 (m-v-md-vd-gd) · 1989 (m-v-md-vd-gd) · 1990 (m-v-md-vd-gd) · 1991 (m-v-md-vd-gd) · 1992 (m-v-md-vd-gd) · 1993 (m-v-md-vd-gd) · 1994 (m-v-md-vd-gd) · 1995 (m-v-md-vd-gd) · 1996 (m-v-md-vd-gd) · 1997 (m-v-md-vd-gd) · 1998 (m-v-md-vd-gd) · 1999 (m-v-md-vd-gd) · 2000 (m-v-md-vd-gd) · 2001 (m-v-md-vd-gd) · 2002 (m-v-md-vd-gd) · 2003 (m-v-md-vd-gd) · 2004 (m-v-md-vd-gd) · 2005 (m-v-md-vd-gd) · 2006 (m-v-md-vd-gd) · 2007 (m-v-md-vd-gd) · 2008 (m-v-md-vd-gd) · 2009 (m-v-md-vd-gd) · 2010 (m-v-md-vd-gd) · 2011 (m-v-md-vd-gd) · 2012 (m-v-md-vd-gd) · 2013 (m-v-md-vd-gd) · 2014 (m-v-md-vd-gd) · 2015 (m-v-md-vd-gd) · 2016 (m-v-md-vd-gd) · 2017 (m-v-md-vd-gd) · 2018 (m-v-md-vd-gd) · 2019 (m-v-md-vd-gd)  · 2020 (m-v-md-vd-gd) · 2021 (m-v-md-vd-gd) · 2022 (m-v-md-vd-gd) · 2023 (m-v-md-vd-gd) · 2024 (m-v-md-vd-gd) · 2025 (m-v-md-vd-gd)
Lijst van Australian Openwinnaars